# Allen Erwin Gant

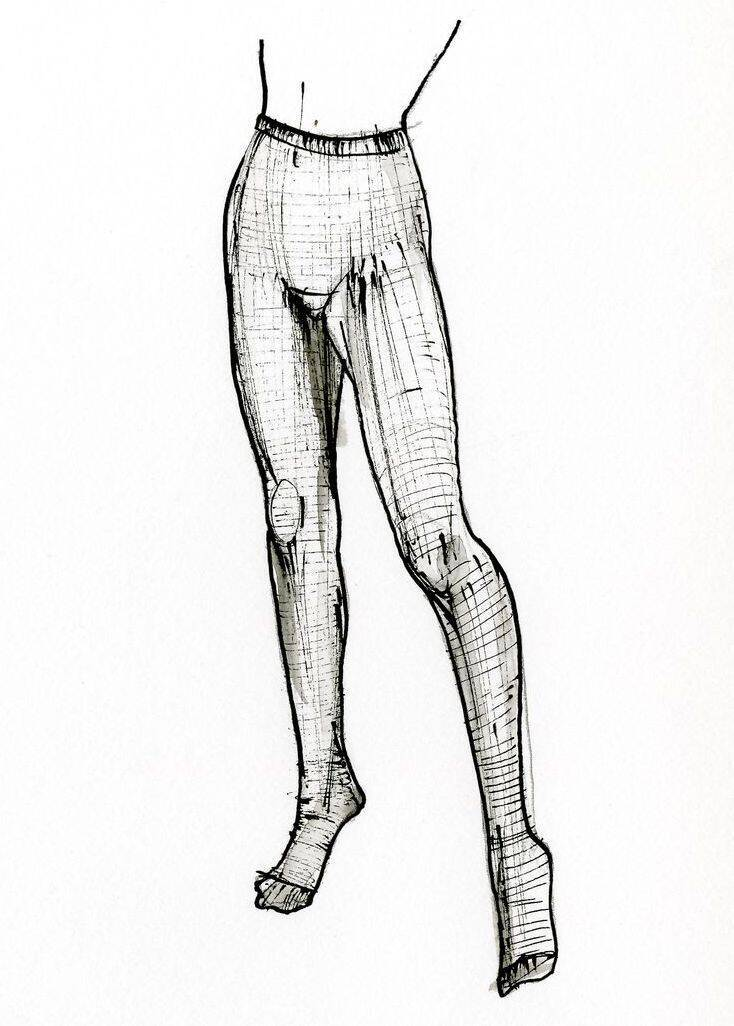
Collant

Allen Erwin Gant (7 luglio 1898 – 25 luglio 1972) è stato un imprenditore e inventore statunitense, considerato l'inventore del collant.

## Biografia
Era dirigente della Glen Raven, azienda tessile con sede a Glen Raven, nel Carolina del Nord, quando nel 1959 presentò un nuovo prodotto in nylon, destinato a passare alla storia della moda.
Allen sposò Ethel Boone, che ispirò il marito alla realizzazione del panty-legs, evoluto in seguito in collant, unendo un paio di calze a un paio di mutande eliminando il reggicalze, mentre era in attesa del figlio Allen Gant Jr.